# Otra cosa (canción)
«Otra cosa» es una canción del artista puertorriqueño Daddy Yankee y la artista dominicana Natti Natasha. El sencillo se lanzó el 9 de diciembre de 2016 y un video musical dirigido por Luieville & Company se estrenó el 27 de enero de 2017. La canción fue escrita por Daddy Yankee, Natti Natasha y Egbert Rosa, y fue producida por Haze. Comercialmente, la canción alcanzó su punto máximo en el número uno en la República Dominicana y en el número 21 en la lista de canciones latinas de los Estados Unidos.

## Antecedentes y lanzamiento
«Otra cosa» fue escrita por Daddy Yankee, Natti Natasha y Egbert "Haze" Rosa, y fue producida por el productor puertorriqueño ganador del Grammy Latino Haze.  El concepto de la canción fue concebido por Haze, quien llevó la idea a Daddy Yankee, quien escribió el coro, su verso e hizo los arreglos . El sencillo fue lanzado en tiendas digitales el 9 de diciembre de 2016 por Pina Records con distribución de Sony Music Latin. Se estrenó originalmente como parte del próximo álbum de varios artistas de Pina Records, La Súper Fórmula, pero Daddy Yankee también logró incluirlo en su próximo álbum de estudio El Disco Duro.

## Composición
La pista es una canción de reguetón, dancehall y moombahton con una duración de tres minutos y veintiocho segundos.  Las letras son sobre el mal de amores. Natti Natasha declaró que la historia «es un poco complicada para las mujeres, porque sé que tanto los hombres como las mujeres lo entenderán porque son cosas que suceden a diario, pero esta vez tuvimos la oportunidad de expresarlo en un canción». Agregó que «no siempre lo que parece ser bueno y elegante es bueno para el amor» y describió la canción como «amor tóxico». Daddy Yankee expresó que «creo que cuando encuentras el equilibrio entre un hombre y una mujer en un tema, creo que todos pueden identificarse. Esta vez tengo que ser, como siempre enamorado, el malo».

## Video musical
El video musical de «Otra cosa» fue dirigido por Luieville & Company. La filmación tuvo lugar en Miami en noviembre de 2016. El visual se estrenó a través de la cuenta de YouTube de Daddy Yankee el 27 de enero de 2017.

## Posicionamiento en listas
| Listas (2016-2017)                    | Mejor posición |
| ------------------------------------- | -------------- |
| Estados Unidos (Hot Latin Songs)      | 21             |
| Estados Unidos (Tropical Airplay)     | 17             |
| República Dominicana (Monitor Latino) | 1              |